# 장나라
장나라(張나라, 1981년 3월 18일 ~ )는 대한민국의 가수이자 배우이다.

## 생애
장나라는 1981년 3월 18일 대한민국 서울특별시 은평구 역촌동에서 1남 1녀 중 둘째로 태어났다. KBS 공채 성우로 활동했던 주호성의 딸이다. 1992년 11월 30일 KBS 간판 토크쇼 밤으로 가는쇼 아빠인 주호성 성우 홍계일 과 함께 출연 중학생 시절부터 가수를 꿈꾸며 수 차례 오디션을 봤지만 탈락했으며, 1997년 SM엔터테인먼트의 연습생으로 발탁되어 데뷔 준비를 시작했다. 1년 뒤인 1998년에 입사한 보아와 함께 차기 걸그룹 멤버로 데뷔를 준비했으나, 이는 무산되었고 보아와 장나라 모두 솔로 가수로 데뷔하게 되었다. 두 사람은 2002년 지상파 3대 가요 시상식에서 맞붙어 보아는 SBS 1곳에서만 대상을 받고, KBS와 MBC를 장나라가 석권하며 장나라의 승리로 끝났다.
2001년 6월 19일에 정규 1집 《First Story》를 발매하며 가수로 먼저 데뷔, 타이틀 곡 《눈물에 얼굴을 묻는다》 로 활동을 시작했다. 1집 활동 중 MBC의 인기 시트콤 《뉴 논스톱》에 캐스팅되어 연기 활동도 시작했으며, 장나라는 상큼발랄한 성격의 대학생 역을 맡아 귀여운 외모와 성격으로 시청자들의 사랑을 받았다. 연말까지 정규 1집 후속곡 《고백》, 《4월 이야기》로 활동했으며, 2001년에 데뷔한 여자 솔로 가수들 중 가장 돋보이는 활약상을 보여서 그 해 연말의 지상파 가요 시상식에서는 남자 가수 신인상을 싹쓸이한 성시경과 함께 여자 가수 신인상을 싹쓸이했다.
2002년 3월 장나라는 SBS에서 런칭한 드라마 《명랑소녀 성공기》의 주연으로 캐스팅되었으며, 이는 연기자 데뷔 첫 주연이다. 《명랑소녀 성공기》는 시청률만 40%에 육박하는 대성공을 거두었다. 몇달 뒤 열린 2002년 FIFA 월드컵 기간 공식 통신사 KTF(현 KT)의 자사 10대 요금제 '비기(Bigi)' 모델로 출연하면서 본격적인 인기를 얻기 시작했다. 같은 해 8월부터 MBC 드라마 《내 사랑 팥쥐》에 출연하여 흥행을 거두었고, 10월 발매된 정규 2집 《Sweet Dream》으로 KBS 가요대상과 MBC 10대 가수 가요제에서 가요대상을 수상하며 최고의 전성기를 달렸다. 또한 서울가요대상과 골든디스크, SBS 가요대전에서 본상과 최고 인기상을 수상했으며, SBS 연기대상에서 10대 스타상을 수상하며 연기자로서도 인정받았다. 2002년 가을부터는 남희석과 함께 《장나라, 남희석의 러브스토리》를 진행하면서 2002 KBS 연예대상 MC상을 수상하기도 하였다. 2002년 한 해동안 장나라는 가요, 연기, 예능, 광고 등 연예계의 전반적인 분야에서 신드롬급의 인기를 자랑했으며, 이 당시 하루에 최고 4~5억 원을 벌었을 정도로 개런티가 높았다.
2003년 장나라는 당시 20대 여배우로 최고 게런티를 받고 영화 《오 해피 데이》의 주연으로 출연하여 영화로 첫 진출했다. 같은 해 12월 발매된 정규 3집 앨범에서는 '장나라 밴드' 를 결성, 타이틀 곡 《그게 정말이니》와 후속곡 《나도 여자랍니다》 등 수록곡들을 전부 밴드 라이브로 녹음하여 화제가 되었다. 3집 앨범 역시 대중들에게 큰 사랑을 받으면서 여러차례 가요 프로그램 1위를 차지하였다.
장나라는 2004년 초부터 중국 진출을 준비하였고, 2004년 방영된 MBC 드라마 《사랑을 할거야》에 출연한 뒤 중국으로 건너가 연말부터 본격적인 활동을 시작했다. 이 때문에 2004년 12월 발매된 정규 4집 《겨울일기》는 앨범만 발매하고 음악방송 활동을 하지 않았으며, 2005년 사극 《띠아오만 공주》의 주연으로 출연하여 전체 시청률 8.5%를 기록하며 중국 전역에서 큰 인기를 얻었다. 장나라는 중국에서 대륙 최고 인기가수상과 아시아 최고 여자가수상을 수상했으며 2008 베이징 올림픽의 주제가 《베이징황잉닌》에 참여하는 등 중국 연예계에서도 완벽히 정착하여 성공적인 활동을 보였다.
2024년에는 SBS 드라마 굿파트너에 변호사 역할로 출연했고, 굿파트너가 흥행하면서 그 해 SBS 연기대상을 수상했다. 데뷔 첫 연기대상 수상으로, 장나라는 가요대상과 연기대상을 모두 받은 최초의 가수 겸 배우로 등극했다. 이에 따라 장나라는 22년 전인 2002년 SBS 가요대전에서 보아에게 밀려 대상에 실패한 것과, 2002년 SBS 연기대상에서 10대 스타상에 그쳤던 것의 한풀이에 성공했다.

## 학력
- 서울역촌초등학교 (졸업)
- 덕산중학교 (졸업)
- 예일여자고등학교 (졸업)
- 중앙대학교 연극영화학과 (졸업)

## 음반

### 한국 음반

#### 정규
- 1집 - First Story / "눈물에 얼굴을 묻는다", "고백", "4월이야기 (April Story)"
- 2집 - Sweet Dream / "Sweet Dream", "아마도 사랑이겠죠", "Snowman", "사막 한 가운데서"
- 3집 - 3rd Story / "그게 정말이니?", "기도 (Last Pray)", "나도 여자랍니다", "we", "키키"
- 4집 - 나의 이야기 / "겨울일기", "혹시라도", "I LOVE SCHOOL"
- 5집 - SHE / "사랑부르기 (Acoustic Ver.)", "You & I"
- 6집 - Dream of Asia / "흉터", "JUMP!! JUMP!!"

#### 싱글
- 1집 - ladylike "안 행복해"
- 2집 - 너만 생각나
- 3집 - 사랑

### 중국 음반
- 중국 정규 앨범 1집 - 一張 / "全世界下雨", "飞不起来"
- 중국 정규 앨범 2집 - 功夫 /"功夫", "爱上你全部" : 이 앨범은 대한민국에서 "비상"이란 이름 아래 스페셜 음반으로 나왔다.
- 중국 정규 앨범 3집 - 梦想 / "我们的梦想", "JUMP!! JUMP!!"
- 중국 정규 앨범 4집 - "사랑의 여정"

### OST
- MBC 일일연속극 《아현동 마님》 OST - It's Alright (2008)
- MBC 창사 49주년 특별 기획 드라마 《동이》 OST - 천애지아 (하늘 끝에 이르는 바람) (2010)
- KBS 월화미니시리즈 《동안미녀》 OST - 오월의 눈사람, 오렌지 나무 (2011)
- MBC 수목미니시리즈 《미스터 백》 OST - 하루 종일 (2014)
- KBS 수목미니시리즈 《당신의 하우스헬퍼》 OST - 썸데이 (2018)
- KBS 수목드라마 《대박부동산》 OST -DAYDREAM (백일몽) (2021)

## 출연작

### 드라마 / 시트콤
| 연도        | 방송사     | 제목                          | 역할        | 국가     | 비고                       |
| ----------- | ---------- | ----------------------------- | ----------- | -------- | -------------------------- |
| 1997        | SBS        | 미스 & 미스터                 |             | 대한민국 |                            |
| 1998        | KBS1       | 신세대 보고 - 어른들은 몰라요 |             | 대한민국 | '엄마없인 못 살아' 편 출연 |
| 2001 ~ 2002 | MBC        | 뉴 논스톱                     | 장나라      | 대한민국 | 422부작                    |
| 2001        | iTV        | 아다지오                      | 나라        | 대한민국 | 2부작                      |
| 2002        | SBS        | 명랑소녀 성공기               | 차양순      | 대한민국 | 16부작                     |
| 2002        | MBC        | 내 사랑 팥쥐                  | 양송이      | 대한민국 | 10부작                     |
| 2004        | MBC        | 사랑을 할꺼야                 | 진보라      | 대한민국 | 27부작                     |
| 2005        | KBS2       | 웨딩                          | 이세나      | 대한민국 | 18부작                     |
| 2005        | CCTV       | 은색연화                      | 장나라      | 중국     |                            |
| 2006        | 광동TV     | 띠아오만 공주                 | 사도정      | 중국     |                            |
| 2007        | HunanTV    | 순백지련                      | 재수        | 중국     |                            |
| 2010        | 톈진위성TV | 두천보 전기                   | 살구        | 중국     |                            |
| 2010        | SXTV       | 철면가녀                      | 호음음/호접 | 중국     |                            |
| 2011        | KBS2       | 동안미녀                      | 이소영      | 대한민국 | 20부작                     |
| 2011        | CTV        | 띠아오만 어의                 | 하천심      | 중국     |                            |
| 2012        | CCTV       | 경마장                        | 아키코      | 중국     |                            |
| 2012        | KBS2       | 학교 2013                     | 정인재      | 대한민국 | 16부작                     |
| 2013        | KBS2       | 학교 2013                     | 정인재      | 대한민국 | 16부작                     |
| 저장위성TV  | 빨간 가마  | 리티                          | 중국        |          |                            |
| 2014        | MBC        | 운명처럼 널 사랑해            | 김미영      | 대한민국 | 20부작                     |
| 2014        | MBC        | 드라마 페스티벌 - 오래된 안녕 | 한채희      | 대한민국 | 단막극                     |
| 2014        | MBC        | 미스터 백                     | 은하수      | 대한민국 | 16부작                     |
| 2015        | KBS2       | 너를 기억해                   | 차지안      | 대한민국 | 16부작                     |
| 2016        | MBC        | 한번 더 해피엔딩              | 한미모      | 대한민국 | 16부작                     |
| 2017        | KBS2       | 고백부부                      | 마진주      | 대한민국 | 12부작                     |
| 2018        | SBS        | 황후의 품격                   | 오써니      | 대한민국 | 52부작                     |
| 2019        | SBS        | 황후의 품격                   | 오써니      | 대한민국 | 52부작                     |
| VIP         | SBS        | 나정선                        | 16부작      | 대한민국 |                            |
| 2020        | tvN        | 오 마이 베이비                | 16부작      | 대한민국 | 장하리                     |
| 2021        | KBS2       | 대박부동산                    | 16부작      | 대한민국 | 홍지아                     |
| 2023        | tvN        | 패밀리                        | 강유라      | 대한민국 | 12부작                     |
| 2023        | TV조선     | 나의 해피엔드                 | 서재원      | 대한민국 | 16부작                     |
| 2024        | SBS        | 굿파트너                      | 차은경      | 대한민국 | 16부작                     |
|             | 미확정     | 열혈주부 명탐정               |             |          |                            |

### 웹예능
| 년도 | 방송사 | 제목       | 역할   | 비고 |
| ---- | ------ | ---------- | ------ | ---- |
| 2024 | 유튜브 | 《집대성》 | 게스트 |      |

### 영화

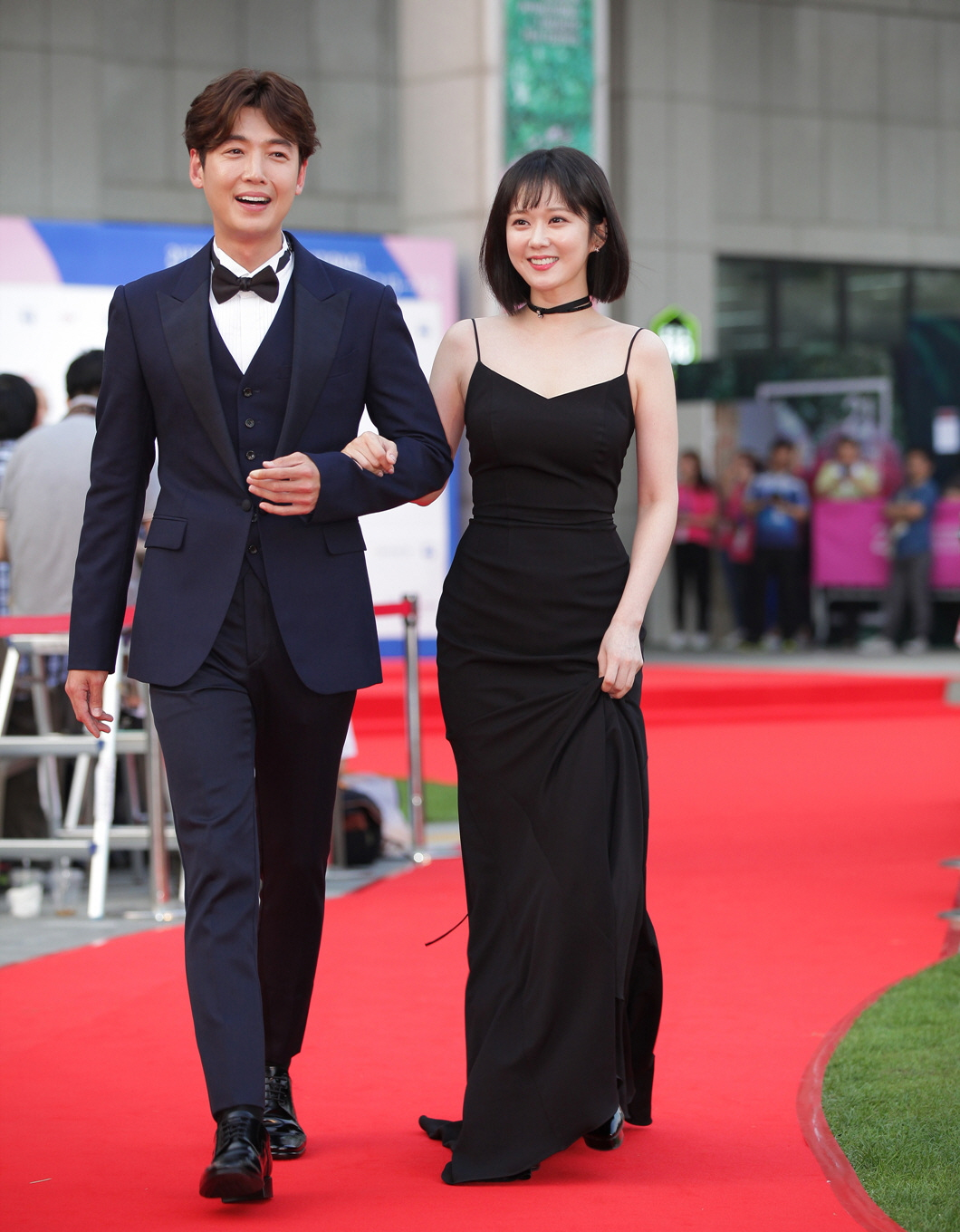
2017 부천국제판타스틱영화제(BIFAN) 레드카펫. 왼쪽 정경호, 오른쪽 장나라

| 연도 | 제목           | 역할               | 비고                     |
| ---- | -------------- | ------------------ | ------------------------ |
| 2003 | 오! 해피데이   | 미스 공, 공희지 역 |                          |
| 2009 | 하늘과 바다    | 하늘 역            |                          |
| 2012 | 불륜 관계      | 아문 역            | 중국영화                 |
| 2015 | 플라잉 위드 유 | 허첸첸 역          |                          |
| 2015 | 폴라로이드     |                    | 특별출연, 한중 합작 영화 |

### 뮤직비디오
| 연도 | 가수명 | 곡명            | 비고 |
| ---- | ------ | --------------- | ---- |
| 2009 | 이석훈 | 〈웃으며 안녕〉 |      |

### 유아비디오
- 《장나라의 팡팡 동요나라》 (2002년)
- 《장나라의 팡팡 ABC나라》 (2002년)

### 광고
- 천재교육 필학습지
- 웅진식품 초록매실
- 농심 너구리
- 대상 쿡조이
- 해태제과 하몬스
- 애경산업 리앙뜨 (with 조인성)
- 대한펄프 프린세스 코튼
- 토이스쿨 마우스 PC
- 한국낙농육우협회 우유 마시기 캠페인
- 서울우유
- 국순당 백세주
- 다영 F&B 채선당
- 유니레버 커레스
- LG유플러스
- 사회복지공동모금회 사랑의 열매
- 롯데제과 빼빼로
- 빙그레 퍼핑스타
- KT 비기
- TS헤마로 파파이스
- 기아자동차 스펙트라
- SK패션(현 스마트에프앤디) 스마트 학생복 (with 김재원)
- 클레어 공기청정기
- 참존 라임존 참 콜라겐 프리미엄
- 수협 60주년 가시 바른 캠페인 광고
- 태극제약 도미나 크림

### 기타 (방송 외)
- 《어머! 물고기가 됐어요》(2002년) - 스텔라 (한국어 더빙)
- SBS《헤이헤이헤이 시즌 2》 (2007년)
- 《KBS 2TV 로고송》 (2003년 ~ 2008년)
- MBC-CCTV 공동 제작 AD 2100 기후의 반격(2017년) - 프리젠터
- MBC 특집 '청춘다큐 다시, 스물' 2부작 (2018년)
- 2009년, 2011년, 2012년, 2015년 KBS2 《해피투게더》
- 2012년 4월 9일 YTN 《뉴스N이슈 - 이슈&피플》
- 2014년 SBS 《힐링캠프, 기쁘지 아니한가》
- 2018년 JTBC 《투유 프로젝트 슈가맨 2》
- 2019년 SBS 《집사부일체》
- 2021년 KBS2 《옥탑방의 문제아들》
- 2023년 tvN 《놀라운 토요일》
- 2023년 tvN 《유 퀴즈 온 더 블럭》
- 2024년 SBS 《미운 우리 새끼》
- 2024년 tvN 《놀라운 토요일》
- 2025년 KBS1《우리말 겨루기》

## 수상내역
- 2001년
  - 골든디스크 신인상
  - SBS 가요대전 신인상
  - MBC 10대 가수 가요제 신인상
  - KMTV 가요대전 신인상

- 2002년
  - 한국가수 대만 음반 최고판매 기록
  - KBS 연예대상 쇼·오락부문 신인상
  - SBS 연기대상 10대 스타상
  - KBS 가요대상 10대 가수상
  - KBS 가요대상 대상
  - MBC 10대 가수 가요제 10대 가수상
  - MBC 10대 가수 가요제 최고 인기가수상
  - SBS 가요대전 본상
  - SBS 가요대전 최고인기상
  - 골든디스크 본상
  - 서울가요대상 본상
  - KMTV 코리안 뮤직 어워드 본상
  - KMTV 코리안 뮤직 어워드 대상

- 2003년
  - 제2회 스타선행 대상 수상
  - 제39회 백상예술대상 TV부문 여자 신인연기상
  - 스위스 골든로즈 시상식 참가
  - 중국북경 CC-TV·MTV Music Award 2003 '올해의 한국가수상' 수상
  - 2003 한국광고주대회 광고주의 밤 시상식 특별상

- 2004년
  - 국방부 장관 표창
  - 북경전영학원 명예석사학위 수상
  - 상해 MTV 시상식

- 2005년
  - China Golden Disk Award 최고인기가수상 수상 - 북경
  - 중국의 대표 시사주간지 '시대인물'(時代人物)의 '5월의 인물'에 선정
  - 2004~2005 아시아태평양 뮤직챠트 어워드 3개부문 수상[주해 2]
  - 국제 의원연맹 사회봉사상 수상
  - 절강성 항주 띠아오만 공주 관련 '공헌상' 수상

- 2006년
  - 북경 tom.com 시상식
  - 상해 자동차경주 F1 홍보대사 임명 기자회견
  - 광서성 유주 중국국립 중화자선총회 자선대사 임명 및 표창
  - 행정자치부장관 표창

- 2007년
  - 제15회 이천춘사대상영화제 '한류문화상'

- 2008년
  - 2007 아시아모델상 시상식 패션쇼 '아시아 스타상'
  - 문화관광부 선정 '오늘의 젊은 예술가상' 수상

- 2009년
  - 한국 사회공헌대상 - 특별상 (개인)
  - 2009 대한민국 나눔대상 (박진 외교통상통일위원장상)

- 2010년
  - 영화 《하늘과 바다》로 중국 금계백화장 영화제 여우주연상 수상
  - 영화 《하늘과 바다》로 2010 제8회 티라나 국제영화제(TIFF) '미디어상' 수상

- 2011년
  - KBS 연기대상 미니시리즈부문 여자 우수연기상 《동안미녀》

- 2012년
  - 국민포장
  - KBS 연기대상 미니시리즈부문 여자 우수연기상 《학교 2013》

- 2014년
  - MBC 연기대상 베스트 커플상 (With. 장혁) 《운명처럼 널 사랑해》
  - MBC 연기대상 여자 인기상 《운명처럼 널 사랑해》, 《미스터 백》
  - MBC 연기대상 미니시리즈부문 여자 최우수연기상 《운명처럼 널 사랑해》, 《미스터 백》

- 2015년
  - 행복나눔인 선정 보건복지부 장관상 수상
  - 글로벌 자랑스런 세계인·한국인 대상 - 예술발전공헌부문 수상

- 2017년
  - KBS 연기대상 미니시리즈부문 여자 우수연기상《고백부부》
  - KBS 연기대상 베스트 커플상 (with. 손호준) 《고백부부》

- 2018년
  - 제23회 춘사영화제 공로상
  - SBS 연기대상 수목드라마부문 여자 최우수연기상 《황후의 품격》

- 2019년
  - 제14회 서울 드라마 어워즈 한류드라마 여자 연기자상 《황후의 품격》
  - SBS 연기대상 프로듀서상 《VIP》

- 2022년
  - 수협 60주년 기념식 공로패 수상

- 2024년
  - SBS 연기대상 베스트 팀워크상 (굿파트너 대정로펌 팀)
  - SBS 연기대상 대상

### 가요 프로그램 1위
| 연도            | 수상 내역 (총 16회) |
| --------------- | --- |
| 2001년 (총 3회) | - 고백 (총 3회) - 11월 24일 MBC 《음악캠프》 1위 - 12월 1일 MBC 《음악캠프》 1위 (2주 연속) (2002년 FIFA 월드컵 본선 조 추첨 중계방송으로 인한 결방/자막 처리) - 12월 2일 SBS 《인기가요》 1위 |
| 2002년 (총 7회) | - 4월 이야기 (총 3회) - 1월 19일 MBC 《음악캠프》 1위 - 1월 20일 SBS 《인기가요》 1위 - 1월 26일 MBC 《음악캠프》 1위 (2주 연속) - Sweet Dream (총 4회) - 11월 3일 SBS 《인기가요》 1위 - 11월 9일 MBC 《음악캠프》 1위 - 11월 16일 MBC 《음악캠프》 1위 - 11월 23일 MBC 《음악캠프》 1위 (3주 연속) |
| 2003년 (총 1회) | - Snowman (총 1회) - 1월 26일 SBS 《인기가요》 1위 |
| 2004년 (총 4회) | - 기도 (총 4회) - 1월 3일 MBC 《음악캠프》 1위 - 1월 4일 SBS 《인기가요》 뮤티즌송 - 1월 10일 MBC 《음악캠프》 1위 (2주 연속) - 1월 11일 SBS 《인기가요》 뮤티즌송 (2주 연속) |
| 2005년 (총 1회) | - 겨울일기 (총 1회) - 2월 5일 MBC 《음악캠프》 1위 |

## 홍보대사
- 2002년 3월 17일 국제기아대책기구 명예홍보대사
- 2002년 5월 2일 과천 중앙선거관리위원회 공명선거 홍보대사
- 2002년 10월 16일 광주국제영화제 홍보대사
- 2003년 1월 13일 스위스 관광청 홍보대사 임명
- 2004년 1월 14일 국군방송 《위문열차》 홍보대사
- 2004년 2월 12일 중국 문화 홍보대사
- 2004년 9월 실버 취업 박람회 홍보대사
- 2005년 2월 22일 중앙대학교 한류 홍보대사
- 2005년 7월 책사랑 홍보대사
- 2005년 7월 22일 한국 온라인 게임 홍보대사
- 2005년 8월 19일 한중 e-스포츠 대회 홍보대사
- 2005년 8월 8일 중국 문화 홍보대사로 위촉(재임명)
- 2006년 9월 1일 상해 자동차경주 F1 홍보대사
- 2006년 11월 3일 중화자선총회 홍보대사 임명, 표창
- 2007년 6월 행정자치부 온-나라 시스템 홍보대사
- 2007년 6월 국제방송영상견본시 한국드라마 홍보대사
- 2009년 5월 25일 상하이 엑스포 한국관 홍보대사
- 2009년 8월 12일 청주 2010 제천한방엑스포 홍보대사
- 2010년 중국본초강목 홍보대사
- 2010년 KB국민은행 기아대책 홍보대사
- 2011년 1월 11일 서울특별시 강남구 홍보대사
- 2011년 3월 22일 홍콩 레인보우 드라마 어워즈 홍보대사

## 기부 및 선행활동
장나라는 데뷔 이후 대한민국은 물론 중국을 비롯해 여러 나라에 기부와 봉사활동으로 연예인 기부천사의 대표적 스타로도 유명하며 언론을 통해 밝혀진 사실에 따르면 기부액이 130억을 넘은 것으로 알려졌다.

## 일화
- 여배우 이영애와 더불어 1세대 한류 열풍을 일으킨 스타로 기록되는 등 위상이 대단하다. 아버지의 후광도 없지 않아 있지만 귀여운 외모와 끼로 대단한 인기를 누린 스타다.
- 이름으로 사용된 순 한글이름인 '나라'는 장나라 출생 당시 아버지 주호성이 고등학교 국어교사로 활동하는 친구에게 작명을 부탁해서 나오게 된 이름이라고 한다.
- 2001년 데뷔 당시부터 큰 인기를 끌었으며 2000년대 초반 가수와 배우, MC로 모두 성공적인 커리어를 쌓으며 만능 엔터테이너의 성공사례로 평가되고 있다. 특히 2002년은 그녀의 인기에 절정에 달해 2개의 지상파 드라마 시청률 40% 달성, 지상파 가요대상 2관왕, 2002년 가장 높은 광고모델료를 받는 스타로 기록되는 등 최전성기를 누렸다.
- 피에스타의 중국인 멤버 차오루는 2004년 중국에서 솔로 가수로 데뷔했을 때 장나라와 같은 기획사에 있었다고 한다.[12]
- 데뷔 전 엠씨 더 맥스의 전신 그룹인 문차일드의 2집 무대에 도움을 준 적이 있다.

## 같이 보기
- 한류
- 주호성
- 장성원
- 정재연
- 박경림
- 이수영
- 이기찬
- 정경호
- 최진혁
- 김미경
- 김민서
- 최강희
- 허정민
- 이이경
- 휘성
- 이상우
- 김주희
- 보아

## 관련 기사
- 中사로잡은 장나라 '천후'등극

## 가족
- 부모 아버지 주호성, 어머니 이경옥
- 배우자 정하철 (1987년생, 2022년 6월 26일~ )[주해 3]
- 오빠 장성원
- 사촌 정재연

## 주해
1. ↑  장나라의 '나라'는 한국어의 고유어 이름이기 때문에 한자 표기가 없다. 다만 중화권에서는 장나랍(중국어 간체자: 张娜拉, 정체자: 張娜拉, 병음: Zhāng Nàlā 장나라[*])이라는 음역 표기를 사용한다.
2. ↑  '아시아최고 여자가수상', '중한 문화 교류 공헌상', '10대 골든곡'
3. ↑  VIP 촬영 감독이라는 내용이 YTN을 통해 알려졌으나, 공식적으로는 이름을 공개하지 않았다.